# Ктеноплана
Ктеноплана (лат. Ctenoplana, от греч. κτείς (κτενός) — гребень и лат. planus — плоский) — род гребневиков из отряда платиктенид. Своеобразный морской организм, открытый профессором А. А. Коротневым в 1886 году у Зондских островов; там же в 1896 году был найден Уилли (Willey) половозрелый (мужской) экземпляр.

## Описание
Раньше ктеноплану и целоплану считали формами жизни, связывающими ктенофор с турбеллариями: подобно последним ктеноплана является ползающей и её кишечник неправильно разветвлен, но она сохраняет два типичные для ктенофор щупальца и 8 гребней, могущих втягиваться в углубление кожи. Сейчас ктеноплана считается специализированной ветвью гребневиков.
Имеется аборальный орган. Половые продукты (в отличие от ктенофор) выходят через особые отверстия на аборальной стороне. Ктенопланы раздельнополы, развитие неизвестно.
Тело ярко окрашено, сильно уплощено. Рот расположен в центре стороны тела, обращенной к субстрату. На другой стороне тела расположены статоцист, гребни и щупальцы.

## Классификация
На август 2016 года в род включают 2 подрода и 8 видов вне их:
- Ctenoplana bengalensis Gnanamuthu & Nair, 1948
- Ctenoplana duboscqui Dawydoff, 1929
- Ctenoplana korotneffi Willey, 1896
- Ctenoplana kowalevskii Korotneff, 1886
- Ctenoplana maculomarginata Yosii (Yoshi), 1933
- Ctenoplana muculosa Yosii (Yoshi), 1933
- Ctenoplana perrieri (Dawydoff, 1930)
- Ctenoplana rosacea Willey, 1896

- Подрод Ctenoplana (Diploctena) Fricke & Plante, 1971
  - Ctenoplana (Diploctena)neritica Fricke & Plante, 1971
- Подрод Ctenoplana (Planoctena) Dawydoff, 1936
  - Ctenoplana (Planoctena) agnae (Dawydoff, 1929)
  - Ctenoplana (Planoctena) caulleryi Dawydoff, 1936
  - Ctenoplana (Planoctena) jurii (Dawydoff, 1929)